# Leiobunum formosum
Leiobunum formosum is een hooiwagen uit de familie Sclerosomatidae.